# Rhodophiala
Rhodophiala era un género de plantas herbáceas, perennes y bulbosas perteneciente a la familia Amaryllidaceae. La mayoría de las especies fueron transferidas al género Zephyranthes.Comprendía 43 especies americanas. La mayoría de las especies son conocidas coloquialmente como añañuca.
Es originario del sur de Brasil hasta el sur de Sudamérica. Se distribuye en el sur de Brasil, Argentina, y, especialmente, en Chile.

## Descripción
El follaje, con las hojas en forma de cinta, es muy diferente de todos los Hippeastrum conocidos y más bien se asemeja al género Habranthus que tiene flores grandes o al género Zephyranthes. 

## Taxonomía
El género fue descrito por Karel Presl y publicado en Abhandlungen der Böhmischen Gesellschaft der Wissenschaften 3: 545. 1845.

## Especies
El género Rhodophiala solía consistir en las siguientes especies.
- Rhodophiala advena (Ker Gawl.) Traub,[6]  Chile.
- Rhodophiala ananuca (Phil.) Traub,[6]  Chile.
- Rhodophiala andicola (Poepp.) Traub,[6]  Chile y Argentina (Neuquén).
- Rhodophiala andina Phil.,[7] Chile.
- Rhodophiala araucana (Phil.) Traub,[6]  Chile y Argentina.
- Rhodophiala bagnoldii (Herb.) Traub,[8] Chile.
- Rhodophiala bakeri (Phil.) Traub,[6]  Chile.
- Rhodophiala berteroana (Phil.) Traub,[8]  Chile.
- Rhodophiala bifida (Herb.) Traub,[9]  Brasil a Argentina (Buenos Aires).
- Rhodophiala biflora Phil.,[10]  Chile.
- Rhodophiala chilensis (L'Hér.) Traub,[6] amancay[11] de Chile.
- Rhodophiala cipoana Ravenna,[12]  Brasil (Minas Gerais).
- Rhodophiala colonum (Phil.) Traub,[6]  Chile.
- Rhodophiala consobrina (Phil.) Traub,[8]  Chile.
- Rhodophiala flava (Phil.) Traub,[6]  Chile.
- Rhodophiala fulgens (Hook.f.) Traub,[6]  Chile.
- Rhodophiala gilliesiana (Herb.) ined.  Chile y Argentina.
- Rhodophiala lineata (Phil.) Traub,[6]  Chile.
- Rhodophiala maculata (L'Hér.) Ravenna,[13]  Chile.
- Rhodophiala moelleri (Phil.) Traub,[8]  Chile.
- Rhodophiala montana (Phil.) Traub,[6] from Chile.
- Rhodophiala phycelloides (Herb.) Hunz.,[14] from Chile.
- Rhodophiala popetana (Phil.) Traub,[6] from Central Chile.
- Rhodophiala pratensis (Poepp.) Traub,[15]  Chile.
- Rhodophiala rhodolirion (Baker) Traub,[6]  Chile y Argentina (Mendoza).
- Rhodophiala rosea (Sweet) Traub,[6] Chile.
- Rhodophiala splendens (Renjifo) Traub,[6]  Chile.
- Rhodophiala tiltilensis (Traub & Moldenke) Traub,[8]  Chile.